# حبیب صادق
حبیب صادق (انگلیسی: Habib Sadegh؛ زادهٔ ۱۵/۰۸/۱۹۶۲) یک مربی فوتبال اهل تونس است.
از باشگاه‌هایی که در آن بازی کرده‌است می‌توان به باشگاه ورزشی الغرافه اشاره کرد.